# Vente de Joseph

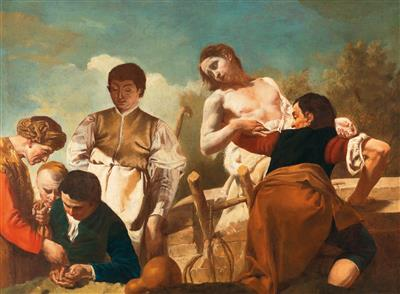
Josef und seine Brüder Museum am Dom Trier

La vente de Joseph (hébreu : מכירת יוסף Mekhirat Yossef) est un épisode biblique du Livre de la Genèse.
Enfin établi sur la terre de ses ancêtres, Jacob manifeste une préférence marquée pour son fils Joseph, fils aîné de son épouse aimée Rachel. Ce traitement de faveur suscite la jalousie de ses frères des autres fils d'Israël que Joseph irrite par des rêves de grandeur où il se voit régner sur eux. Un jour que Jacob l’a envoyé à leur rencontre, ils décident de s'en débarrasser. Ruben et Juda s’opposent cependant à son meurtre et Joseph est finalement vendu à des Midianites qui l'emmènent en Égypte.
L’épisode de la vente de Joseph qui marque le début de ses aléas, est aussi le prélude à la descente d’Israël en Égypte. Portant à son acmé les conflits familiaux des générations précédentes, il introduit également dans la Bible le thème des rêves prémonitoires. Inspirant durablement les traditions juives et chrétiennes, son apparente hétérogénéité a aussi interrogé les critiques modernes qui tentent d’en discerner les différents éléments.

## Récit biblique selon le texte massorétique
D’après le texte hébraïque tel qu’il a été transmis par l’école massorétique de Tibériade, Jacob s’établit dans le pays de ses ancêtres. Son fils Joseph, âgé de dix-sept ans, mène les brebis avec ses frères et rapporte des médisances sur leur compte à leur père ; Israël, préférant ce fils aux autres, lui fait une tunique rayée. Les frères le prennent en haine et ne peuvent lui parler paisiblement (Genèse 37:1-4).
Joseph raconte à ses frères un rêve dans lequel leurs gerbes se prosternent devant la sienne ; ils le haïssent encore plus pour ses rêves et ses propos. Dans un second rêve qu’il rapporte à son père et ses frères, il voit le soleil, la lune et onze étoiles se prosterner devant lui — ses frères le jalousent davantage mais son père, après l’avoir tancé d’importance, consigne l’affaire (Genèse 37:5-11).
Dépêché un jour par son père pour s’enquérir de ses frères et du troupeau qu’ils font paître à Sichem, Joseph ne les y trouve pas et est redirigé par un homme vers Dothan. Voyant arriver « l’homme aux songes » de loin, des frères s’exclament : « tuons le, jetons le dans quelque citerne, et nous dirons qu’une bête féroce l’a dévoré. Nous verrons alors ce qui adviendra de ses rêves ! » Cependant, Ruben les en dissuade, leur suggérant de le jeter dans une citerne du désert sans porter la main sur lui car il entend le ramener à son père (Genèse 37:12-22).

#### Sources primaires

##### Versions du Pentateuque et ses traductions
Massora
- (he + fr) Méchon Mamré et Sefarim, « La Genèse - Chapitre 38 - בְּרֵאשִׁית », dans La Bible bilingue Hébreu-Français,‎ 2008 (lire en ligne)